# Liste der Staatsoberhäupter 173 v. Chr.
Übersicht
◄◄ | ◄ | 177 v. Chr. | 176 v. Chr. | 175 v. Chr. | 174 v. Chr. | Liste der Staatsoberhäupter 173 v. Chr. | 172 v. Chr. | 171 v. Chr. | 170 v. Chr. | 169 v. Chr. | ► | ►►

Weitere Ereignisse

## Afrika
- Ägypten
  - König: Ptolemaios VI. (180–164 v. Chr.)
  - Königin: Kleopatra II. (173–164 v. Chr.)

- Reich von Kusch
  - Königin: Shanakdakheto (177–155 v. Chr.)

- Massylier
  - König: Massinissa (202–148 v. Chr.)

## Asien
- Armenien
  - König: Artaxias I. (ca. 192–160 v. Chr.)

- Baktrien
  - König: Demetrios II. (175–168/167 v. Chr.)

- Bithynien
  - König: Prusias II. (182–149 v. Chr.)

- China
  - Kaiser: Han Wendi (180–157 v. Chr.)

- Iberien (Kartlien)
  - König: Saurmag I. (234–159 v. Chr.)

- Indien
  - Indo-Griechisches Reich
    - König: Apollodotos I. (180–165 v. Chr.)

  - Shatavahana
    - König: Sātakarnī I. (180–170 v. Chr.)

  - Shunga
    - König: Pushyamitra Shunga (185–149 v. Chr.)

- Japan (Legendäre Kaiser)
  - Kaiser: Kōgen (214–158 v. Chr.)

- Kappadokien
  - König: Ariarathes IV. Eusebes (220–163 v. Chr.)

- Korea
  - Buyeo
    - König: Morisu (195–170 v. Chr.)

  - Wiman Joseon
    - König: Sohn des Wiman (ca. 180–ca. 130 v. Chr.)

- Partherreich
  - Schah (Großkönig): Phraates I. (176–171 v. Chr.)

- Pergamon
  - König: Eumenes II. (197–158 v. Chr.)

- Pontus
  - König: Pharnakes I. (185–ca. 158 v. Chr.)

- Seleukidenreich
  - König: Antiochos IV. (175–164 v. Chr.)

## Europa
- Bosporanisches Reich
  - König: Pairisades III. (180–150 v. Chr.)

- Makedonien
  - König: Perseus (179–168 v. Chr.)

- Odrysisches Königreich
  - König: Amatokos III. (190–171 v. Chr.)

- Römische Republik
  - Konsul: Lucius Postumius Albinus (173 v. Chr.)
  - Konsul: Marcus Popillius Laenas (173 v. Chr.)